# 鈴木孝義
鈴木 孝義（すずき たかよし、1951年9月11日 - ）は日本のアニメ監督、演出家である。神奈川県小田原市出身。

## 経歴
武蔵野美術大学卒業後、日本アニメーションに入社。世界名作劇場作品などを始め数々の日アニ作品でキャリアを積んだ。「大草原の小さな天使 ブッシュベイビー」で監督デビューし、90年代は多くの作品で監督を務めた。2005年には長い間関わり続けていた日本アニメーションを退社し、フリーとなり活動している。

## 参加作品

### テレビアニメ
- アラビアンナイト シンドバットの冒険（1975年-1976年） 制作進行
- シートン動物記 くまの子ジャッキー（1977年） 演出助手
- 未来少年コナン（1978年） 絵コンテ・演出助手・スチール撮影
- シートン動物記 りすのバナー（1979年） 絵コンテ・演出助手
- トム・ソーヤーの冒険（1980年） 絵コンテ・演出助手
- 家族ロビンソン漂流記 ふしぎな島のフローネ（1981年） 絵コンテ・演出助手・演出補
- 南の虹のルーシー（1982年） 絵コンテ・演出補
- ミームいろいろ夢の旅（1983年-1985年） 絵コンテ・演出
- まんがイソップ物語（1983年） 絵コンテ
- 小公女セーラ（1985年） 絵コンテ
- 宇宙船サジタリウス（1985年-1987年） 絵コンテ・演出
- グリム名作劇場（1987年-1988年） 絵コンテ・演出
- 小公子セディ（1988年） 絵コンテ・演出助手
- いきなりダゴン（1988年） 絵コンテ・演出
- 新グリム名作劇場（1988年-1989年） 絵コンテ・演出
- ピーターパンの冒険（1989年） 絵コンテ・演出[2]
- 私のあしながおじさん（1990年） 絵コンテ・演出
- 燃えろ!トップストライカー（1991年-1992年） 絵コンテ
- 大草原の小さな天使 ブッシュベイビー（1992年） 監督・絵コンテ・演出
- ムカムカパラダイス（1993年-1994年） 絵コンテ
- 愛と勇気のピッグガール　とんでぶーりん（1994年-1995年） 監督・絵コンテ
- ママはぽよぽよザウルスがお好き（1995年-1996年） 監督・絵コンテ
- 家なき子レミ（1996年-1997年） 絵コンテ
- スーパーフィッシング グランダー武蔵（1997年） 監督・絵コンテ・演出
- 中華一番!（1997-1998年） 絵コンテ
- グランダー武蔵RV（1998年） 監督・絵コンテ
- コレクター・ユイ（第1期）（1999年） 絵コンテ・演出
- HUNTER×HUNTER（1999年-2001年） 絵コンテ・演出
- ドキドキ伝説 魔法陣グルグル（2000年） 絵コンテ・演出
- 神鵰侠侶 コンドルヒーロー（2001年-2002年） 絵コンテ・演出
- ハングリーハート WILD STRIKER（2002年-2003年） 絵コンテ・演出
- PAPUWA（2003年-2004年） 絵コンテ・演出
- それいけ!ズッコケ三人組（2004年） 絵コンテ・演出
- ドラえもん（2005年-） 絵コンテ・演出
- ワンワンセレプー それゆけ!徹之進（2006年） 絵コンテ
- 魔人探偵脳噛ネウロ（2007年-2008年） 絵コンテ

### 劇場アニメ
- 平成イヌ物語バウ（1994年） 監督・絵コンテ
- ドラえもん のび太の新魔界大冒険 〜7人の魔法使い〜（2007年） 絵コンテ補佐